# Celmo Lazzari
Celmo Lazzari (Garibaldi, 16 de junio de 1954) es un eclesiástico y misionero católico brasileño afincado en Ecuador, miembro de los Josefinos de Murialdo. Es el vicario apostólico de Napo, desde 2024, y de 2010 y 2013. Fue vicario apostólico de San Miguel de Sucumbíos, entre 2013 y 2024.

## Biografía
Nació el 16 de junio de 1954, en el municipio brasileño de Garibaldi, Río Grande del Sur.
Realizó su formación secundaria en el Seminario Menor de los Josefinos en Brasil.
Cursó sus estudios eclesiásticos en Londrina. También, ha realizado un curso para formadores en la Universidad Pontificia Salesiana, entre 1991 y 1992.

### Vida religiosa
Ingresó en el noviciado de los Josefinos de Murialdo. Realizó su primera profesión de votos religiosos el 1 de marzo de 1975, y la profesión solemne el 9 de enero de 1982.
Su ordenación sacerdotal fue el 18 de diciembre de 1982, en su natal Garibaldi.
Como sacerdote desempeñó los siguientes ministerios:
- Director de la comunidad religiosa de Ana Rech (1982-1987).[2]
- Rector (1982-1987) y maestro de los Filósofos (1988-1989) del Seminario Menor de los Josefinos en Caxias do Sul.
- Maestro de los Teólogos Josefinos en Porto Alegre (1990-1994).[3]
- Vicario provincial (1992-1994) y superior Provincial (1994-2000) de los Josefinos en Brasil.
- Consejero general de la Congregación y responsable de las Misiones en Roma (2000-2006).
- Vicario general de la Congregación en Roma (2006-2010).

### Episcopado
El 11 de junio de 2010, el papa Benedicto XVI lo nombró obispo titular de Muzuca en Proconsulari y vicario apostólico de Napo. Fue consagrado el 9 de octubre del mismo año, en la Parroquia de São Pedro de Garibaldi, a manos del obispo Paolo Mietto CSJ.
El 21 de noviembre de 2013, el papa Francisco lo nombró vicario apostólico de San Miguel de Sucumbíos. Tomó posesión canónica el 1 de febrero de 2014, durante una ceremonia en la Catedral de Nueva Loja.
El 23 de octubre de 2024, fue nombrado nuevamente vicario apostólico de Napo. Tomó posesión canónica el 7 de enero de 2025, en la Catedral de Tena.